# Cary Nederman
Cary J. Nederman est professeur de philosophie au département science politique de Texas A&M University. Ses recherches se focalisent sur l'histoire politique de l'occident avec un intérêt particulier pour la période allant de la Grèce antique jusqu'au XVIIe siècle.

## Formation
Université Columbia, et York.

## Œuvres

### Livres
- Machiavelli. Beginner’s Guide Series. Oxford: Oneworld Publications, under contract and projected for 2009.
- Lineages of European Political Thought: Explorations along the Medieval/Modern Divide. Washington, DC: Catholic University of America Press, in press and forthcoming Winter/Spring 2009.
- John of Salisbury. Medieval and Renaissance Texts and Studies Volume 288. Tempe: Arizona State University/Arizona Center for Medieval and Renaissance Studies, 2005.
- Worlds of Difference: European Discourses of Toleration, c.1100-c.1550. University Park: Pennsylvania State University Press, 2000.

### Éditeur
- Western Political Thought in Dialogue with Asia (co-edited with Takashi Shogimen). Lanham, MD: Lexington Books/Rowman and Littlefield, under contract and projected for 2008.
- Mind Matters: Studies on Medieval and Early Modern Intellectual History in Honor of Marcia Colish (coedited with Nancy Van Deusen and Ann Matter). Turnhout, Belgium: Brepols, under contract and projected for 2008.
- A Companion to Marsilius of Padua (co-edited with Gerson Moreno-Riaño). Leiden: Brill Publishers, under contract and projected for 2008.
- Princely Virtues in the Middle Ages, 1200-1500 (coedited with István Bejczy). Turnhout, Belgium: Brepols, 2007.
- Heresy in Transition: Transforming Ideas of Heresy in Medieval and Early Modern Europe (coedited with Ian Hunter and John Christian Laursen). London: Ashgate, 2005.
- Speculum Sermonis: Interdisciplinary Reflections on the Medieval Sermon (co-edited with Georgiana Donavin and Richard Utz). Turnhout, Belgium: Brepols, 2004 [released in April 2005].
- Talking Democracy: Historical Approaches to Rhetoric and Democratic Theory (co-edited with Benedetto Fontana and Gary Remer). University Park: Pennsylvania State University Press, 2004.

## Articles dans des revues universitaires
- “Friendship in Public Life during the Twelfth Century: Theory and Practice in the Writings of John of Salisbury.” Viator: Medieval and Renaissance Studies 38 (Fall 2007), 385-397.
- “Giving Thrasymachus His Due: The Political Argument of Republic I and Its Reception.” POLIS: The Journal of the Society for Greek Political Thought 24 (2007), 26-42.
- “Intercultural Communication: An Historical Overview of Dialogue Models” (with Sara R. Jordan and Natalya Limonova) (in Russian). Humanistic Studies (Omsk Polytechnic University) 11 (2006), 37-44.
- “Herding Cats: The View from the Volume and Series Editor.” Journal of Scholarly Publishing 36 (July 2005), 221-228.
- “Economic Nationalism and the `Spirit of Capitalism’: Civic Collectivism and National Wealth in the Thought of John Fortescue.” History of Political Thought 26 (2005), 266-283.
- “Empire and the Historiography of European Political Thought: Marsiglio of Padua, Nicholas of Cusa, and the Medieval/Modern Divide.” Journal of the History of Ideas 65 (2005), 1-15.
- “Imperfect Regimes in the Christian Political Thought of Medieval Europe: From the Fathers to the Fourteenth Century.” Mélanges de l’Université Saint-Joseph 57 (2004), 525-551.
- “Body Politics: The Diversification of Organic Metaphors in the Later Middle Ages.” Pensiero Politico Medievale 2 (2004), 59-87.
- “What is Dead and What is Living in the Scholarship of Walter Ullmann.” Pensiero Politico Medievale 2 (2004), 11-19.